# Cá rô sông Nile
Cá rô sông Nile, tên khoa học Lates niloticus, còn gọi là cá Mbuta ở châu Phi, là một loài cá nước ngọt thuộc họ Latidae trong bộ Perciformes (Cá vược). Chúng được tìm thấy kha phổ biến trong vùng sinh thái Afrotropic, nguồn gốc ở sông Congo, sông Nile, sông Sénégal, sông Niger, hồ Tchad, hồ Volta, hồ Turkana và những sông khác. Loài này cũng sống trong nước lợ của hồ Maryut ở Ai Cập. Chúng có thể dài hơn 2 mét và nặng 200 ký nhưng trung bình dài khoảng 120 đến 140 centimét.

## Nguy cơ tuyệt chủng
Do đánh bắt quá đà, số lượng loài này ở hồ Victoria, hồ nước ngọt lớn nhất châu Phi, đã suy giảm nhanh chóng. Kích thước của các con cá bắt được cũng giảm đi rất nhiều so với trước. Một phần lý do của sự sụt giảm này đến từ Trung Quốc, nơi nhu cầu dành cho bong bóng cá là rất cao. Nhu cầu tăng mạnh của thị trường Trung Quốc đối với bong bóng cá dùng để chế biến món súp và hầm, khiến số lượng loài này ở hồ Victoria bị đe dọa nghiêm trọng. Bên cạnh việc được sử dụng để chế biến món súp hoặc hầm, bong bóng cá được coi là một nguồn cung cấp nhiều collagen ở Trung Quốc. Điều này khiến cho giá của cá rô sông Nile tại hồ Victoria tăng đột biến, từ 2 USD mỗi kg năm 2000 lên gấp đôi vào năm 2005.

## Hình ảnh

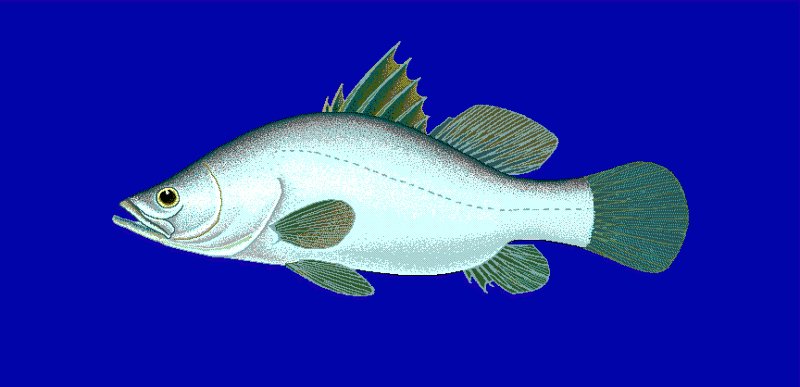
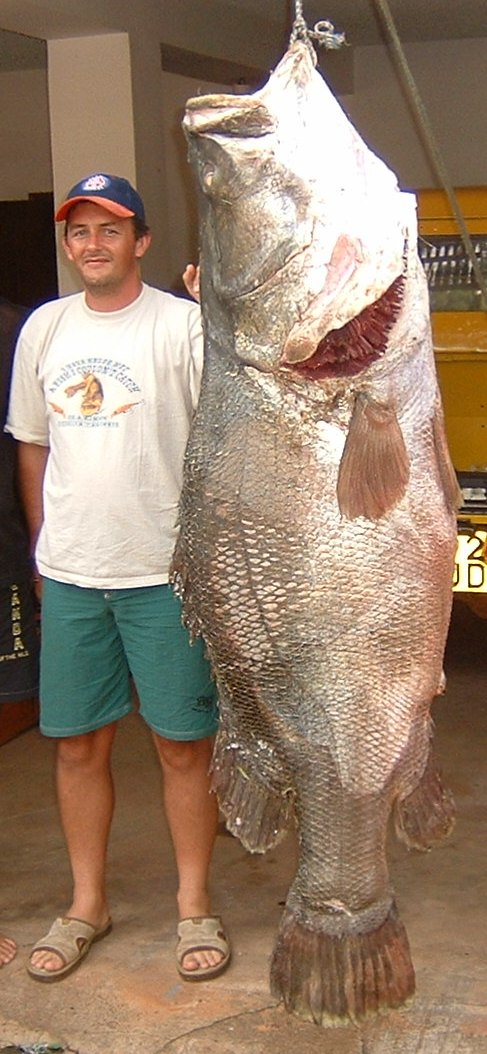
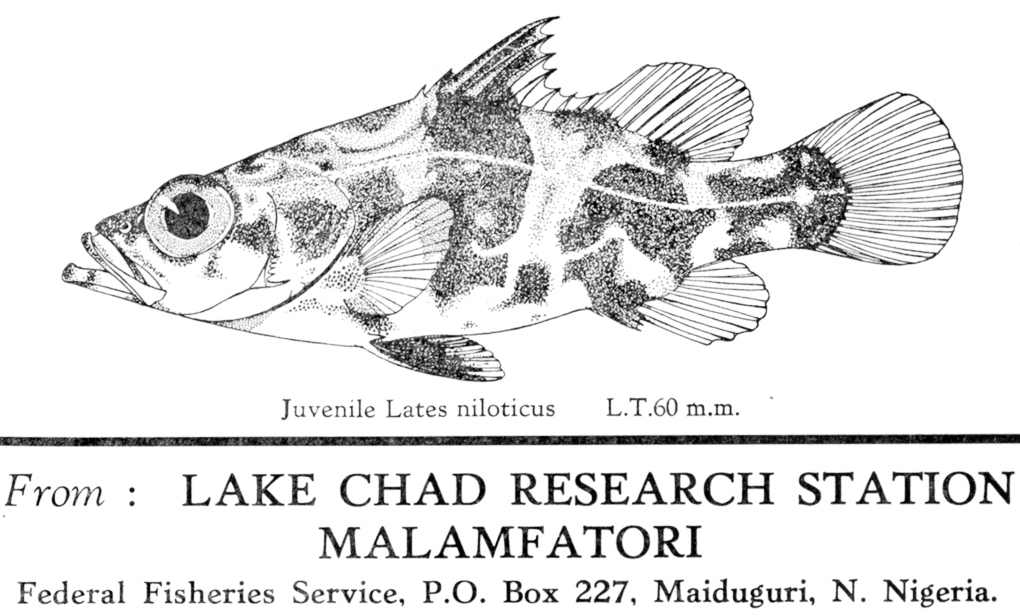
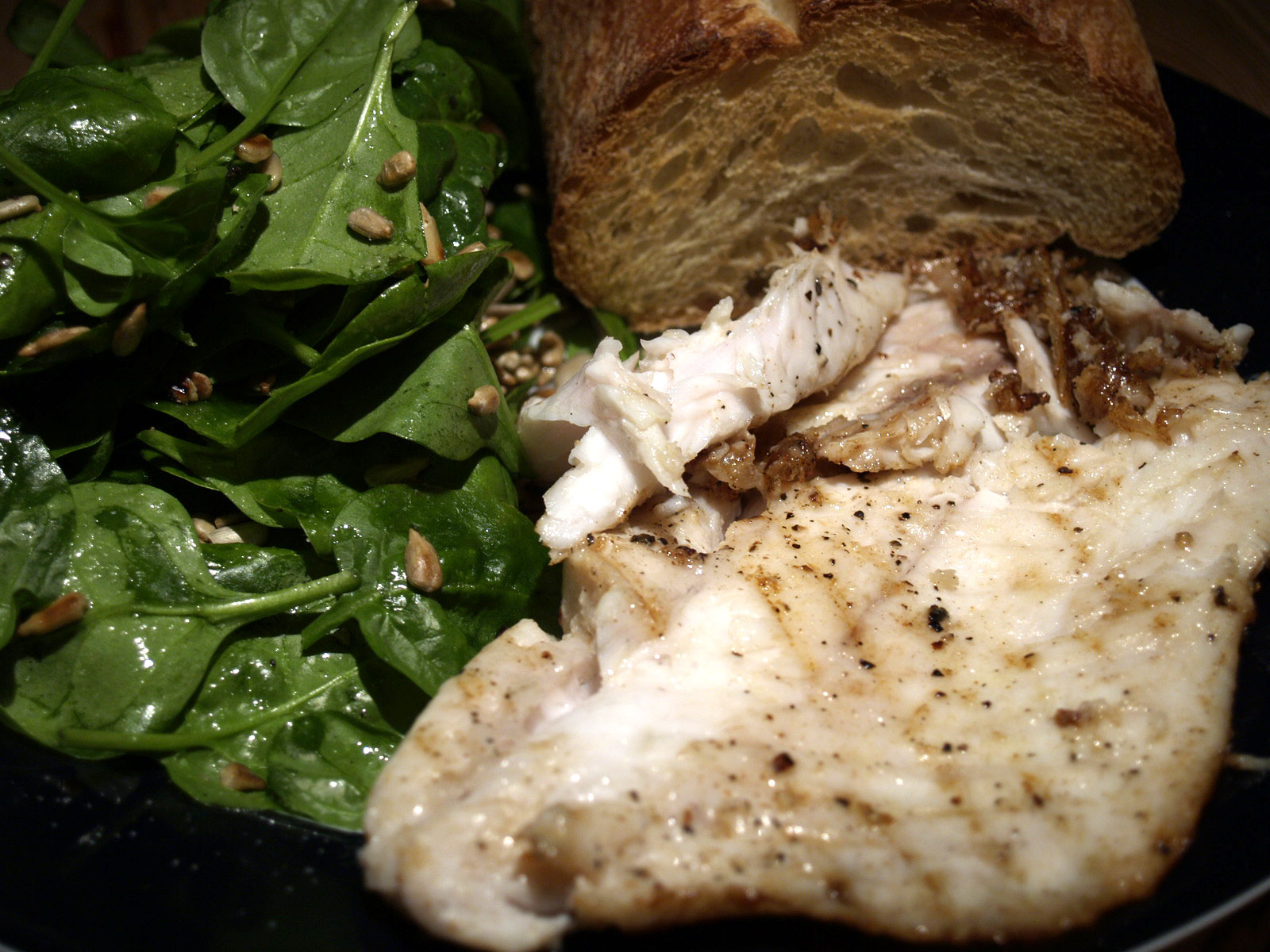